# Беларусь на Европейских играх 2015
Белоруссия на I Европейских играх, которые прошли в 2015 году в столице Азербайджана, в городе Баку, была представлена 151 спортсменом в 24 видах спорта. 48 из них стали призёрами Игр, завоевав 43 медали, в том числе 10 золотых, 11 серебряных и 22 бронзовых.

## Награды

### Золото
| Золото | |                                                                     |
| #      | Спортсмен (-ы)                                                                                           | Вид спорта (дисциплина)                                             |
| 1      | Андрей Богданович, Александр Богданович                                                                  | Гребля на байдарках и каноэ, C-2 1000 м                             |
| 2      | Виталий Бубнович                                                                                         | Пулевая стрельба, пневматическая винтовка, 10 м                     |
| 3      | Марина Литвинчук, Маргарита Махнева                                                                      | Гребля на байдарках и каноэ, K-2 200 м                              |
| 4      | Марина Литвинчук                                                                                         | Гребля на байдарках и каноэ, K-1 5000 м                             |
| 5      | Василиса Марзалюк                                                                                        | Вольная борьба, до 75 кг                                            |
| 6      | Василий Кириенко                                                                                         | Велоспорт, индивидуальная гонка                                     |
| 7      | Елена Омелюсик                                                                                           | Велоспорт, групповая гонка                                          |
| 8      | Ксения Челдышкина, Анна Дуденкова, Мария Кадобина, Александра Наркевич, Валерия Пищелина, Арина Цицилина | Художественная гимнастика, групповые упражнения, 2 обруча + 6 булав |
| 9      | Степан Попов                                                                                             | Самбо, до 74 кг                                                     |
| 10     | Татьяна Мацко                                                                                            | Самбо, до 64 кг                                                     |

### Серебро
| Серебро |                                                  |                                         |
| #       | Спортсмен (-ы)                                   | Вид спорта (дисциплина)                 |
| 1       | Сослан Дауров                                    | Греко-римская борьба, до 59 кг          |
| 2       | Анна Марусова, Екатерина Тимофеева, Елена Толкач | Стрельба из лука, командное первенство  |
| 3       | Алексей Шемаров                                  | Вольная борьба, до 125 кг               |
| 4       | Владимир Самсонов                                | Настольный теннис, одиночный разряд     |
| 5       | Владислав Гончаров                               | Прыжки на батуте, индивидуальные прыжки |
| 6       | Владислав Гончаров, Николай Казак                | Прыжки на батуте, синхронные прыжки     |
| 7       | Мелитина Станюта                                 | Художественная гимнастика, обруч        |
| 8       | Андрей Казусёнок                                 | Самбо, до 90 кг                         |
| 9       | Ольга Намазова                                   | Самбо, до 68 кг                         |
| 10      | Дмитрий Асанов                                   | Бокс, до 56 кг                          |
| 11      | Никита Цмыг                                      | Плавание, 200 м на спине                |

### Бронза
| Бронза | |                                                             |
| #      | Спортсмен (-ы)                                                                                           | Вид спорта (дисциплина)                                     |
| 1      | Виктор Сосуновский                                                                                       | Греко-римская борьба, до 80 кг                              |
| 2      | Иосиф Чугошвили                                                                                          | Греко-римская борьба, до 130 кг                             |
| 3      | Роман Петрушенко, Виталий Белько                                                                         | Гребля на байдарках и каноэ, K-2 1000 м                     |
| 4      | Вероника Иванова                                                                                         | Вольная борьба, до 60 кг                                    |
| 5      | Павел Медведев, Роман Петрушенко, Олег Юреня, Виталий Белько                                             | Гребля на байдарках и каноэ, K-4 1000 м                     |
| 6      | Надежда Шушко                                                                                            | Вольная борьба, до 53 кг                                    |
| 7      | Мария Мамошук                                                                                            | Вольная борьба, до 63 кг                                    |
| 8      | Виктория Чайка                                                                                           | Пулевая стрельба, пневматический пистолет, 10 м             |
| 9      | Ксения Челдышкина, Анна Дуденкова, Мария Кадобина, Александра Наркевич, Валерия Пищелина, Арина Цицилина | Художественная гимнастика, групповые упражнения, многоборье |
| 10     | Сергей Мартынов                                                                                          | Пулевая стрельба, малокалиберная винтовка из положения лёжа |
| 11     | Екатерина Борисевич, Вероника Набокина, Карина Сандович                                                  | Спортивная акробатика, многоборье                           |
| 12     | Мелитина Станюта                                                                                         | Художественная гимнастика, индивидуальное многоборье        |
| 13     | Анна Горченок                                                                                            | Прыжки на батуте, индивидуальные прыжки                     |
| 14     | Виталий Бубнович                                                                                         | Пулевая стрельба, малокалиберная винтовка из трёх положений |
| 15     | Мелитина Станюта                                                                                         | Художественная гимнастика, мяч                              |
| 16     | Екатерина Борисевич, Вероника Набокина, Карина Сандович                                                  | Спортивная акробатика, балансирование                       |
| 17     | Мелитина Станюта                                                                                         | Художественная гимнастика, булавы                           |
| 18     | Екатерина Борисевич, Вероника Набокина, Карина Сандович                                                  | Спортивная акробатика, вращения                             |
| 19     | Антон Прилепов                                                                                           | Стрельба из лука, индивидуальное первенство                 |
| 20     | Владислав Бурдь                                                                                          | Самбо, до 57 кг                                             |
| 21     | Екатерина Прокопенко                                                                                     | Самбо, до 60 кг                                             |
| 22     | Юрий Рыбак                                                                                               | Самбо, свыше 100 кг                                         |

## Состав команды
Борьба
Греко-римская борьба
- Джавид Гамзатов
- Сослан Дауров
- Тимофей Дейниченко
- Казбек Килов
- Павел Лях
- Михаил Семёнов
- Виктор Сосуновский
- Иосиф Чугошвили

 Карате
- Мария Кулинкович

 Триатлон
- Александр Василевич

## Результаты

### Борьба
В соревнованиях по борьбе разыгрывалось 24 комплекта наград. По 8 у мужчин и женщин в вольной борьбе и 8 в греко-римской. Турнир проходил по олимпийской системе с выбыванием. В утешительный раунд попадали участники, проигравшие в своих поединках будущим финалистам соревнований. Каждый поединок состоит из двух раундов по 3 минуты, победителем становится спортсмен, набравший большее количество баллов. По окончании схватки, в зависимости от результатов в каждом из раундов спортсменам начисляются классификационные очки.
Мужчины
Греко-римская борьба
Легенда: 

EX — борец получил 3 предупреждения за нарушение правил; 

VT — победа на туше; 

PP — победа по очкам с техническим баллом у проигравшего; 

PO — победа по очкам без технического балла у проигравшего; 

SP — техническое превосходство, победа по очкам с разницей более, чем в 6 баллов с техническим баллом у проигравшего; 

ST — техническое превосходство, победа по очкам с разницей более, чем в 6 баллов без технического балла у проигравшего; 

| Соревнование | Спортсмены         | Первый раунд                  | 1/8 финала                          | Четвертьфинал                | Полуфинал                    | Финал                             | Место |
| Соревнование | Спортсмены         | Соперник Результат            | Соперник Результат                  | Соперник Результат           | Соперник Результат           | Соперник Результат                | Место |
| ------------ | ------------------ | ----------------------------- | ----------------------------------- | ---------------------------- | ---------------------------- | --------------------------------- | ----- |
| до 59 кг     | Сослан Дауров      | Д. Косенок (UKR) В 4:0 (ST)   | Т. Бельмадани (FRA) В 3:1 (PP)      | Д. Менексе (GER) В 4:0 (ST)  | В. Чобану (MDA) В 3:1 (PP)   | С. Маранян (RUS) П 0:3 (PO)       | 2     |
| до 66 кг     | Михаил Семёнов     | не участвовал                 | М. Морбицер (CZE) В 4:0 (ST)        | Г. Алиев (AZE) П 0:3 (PO)    | Завершил выступление         | Завершил выступление              | 11    |
| до 71 кг     | Павел Лях          | Ю. Озель (TUR) В 4:1 (SP)     | Ф. Штеблер (GER) П 0:4 (ST)         | Завершил выступление         | Завершил выступление         | Завершил выступление              | 8     |
| до 75 кг     | Казбек Килов       | не участвовал                 | П. Айзеле (GER) П 0:4 (ST)          | Завершил выступление         | Завершил выступление         | Завершил выступление              | 29    |
| до 80 кг     | Виктор Сосуновский | не участвовал                 | Л. Гобадзе (GEO) В 4:0 (ST)         | Ф. Ноймайер (GER) В 3:1 (PP) | Е. Салеев (RUS) П 1:4 (SP)   | Турнир за 3-е место               | 3     |
| до 80 кг     | Виктор Сосуновский | не участвовал                 | Л. Гобадзе (GEO) В 4:0 (ST)         | Ф. Ноймайер (GER) В 3:1 (PP) | Е. Салеев (RUS) П 1:4 (SP)   | Александр Шишман (UKR) В 3:0 (PO) | 3     |
| до 85 кг     | Джавид Гамзатов    | А. Казакевич (LTU) П 0:3 (PO) | Завершил выступление                | Завершил выступление         | Завершил выступление         | Завершил выступление              | 21    |
| до 98 кг     | Тимофей Дейниченко | не участвовал                 | А. Алексук-Чурариу (ROU) В 5:0 (VT) | А. Варга (HUN) В 3:1 (PP)    | Д. Тимченко (UKR) П 1:3 (PP) | Турнир за 3-е место               | 5     |
| до 98 кг     | Тимофей Дейниченко | не участвовал                 | А. Алексук-Чурариу (ROU) В 5:0 (VT) | А. Варга (HUN) В 3:1 (PP)    | Д. Тимченко (UKR) П 1:3 (PP) | М. Нумонви (FRA) П 1:3 (PP)       | 5     |
| до 130 кг    | Иосиф Чугошвили    | не проводится                 | А. Пападатос (GRE) В 4:0 (ST)       | Э. Попп (GER) В 4:0 (ST)     | С. Шариати (AZE) П 0:5 (EX)  | Турнир за 3-е место               | 3     |
| до 130 кг    | Иосиф Чугошвили    | не проводится                 | А. Пападатос (GRE) В 4:0 (ST)       | Э. Попп (GER) В 4:0 (ST)     | С. Шариати (AZE) П 0:5 (EX)  | Я. Каджая (GEO) В 3:0 (PO)        | 3     |

### Гребля на байдарках и каноэ
Соревнования по гребле на байдарках и каноэ проходили в городе Мингечевир на базе олимпийского учебно-спортивного центра «Кюр». Разыгрывалось 15 комплектов наград. В каждой дисциплине соревнования проходили в три этапа: предварительный раунд, полуфинал и финал.
| Соревнование     | Спортсмены    | Предварительный раунд | Предварительный раунд | Предварительный раунд | Полуфинал | Полуфинал | Полуфинал | Финал    | Финал   | Итоговое место |
| Соревнование     | Спортсмены    | Заплыв                | Время                 | Место                 | Заплыв    | Время     | Место     | Время    | Место   | Итоговое место |
| ---------------- | ------------- | --------------------- | --------------------- | --------------------- | --------- | --------- | --------- | -------- | ------- | -------------- |
| K-1, 1000 метров | Олег Юреня    | 4                     | 3:36,045              | 1 (Q)                 | 3         | 3:26,596  | 2 (Q)     | Финал A  | Финал A | 5              |
| K-1, 1000 метров | Олег Юреня    | 4                     | 3:36,045              | 1 (Q)                 | 3         | 3:26,596  | 2 (Q)     | 3:30,851 | 5       | 5              |
| C-1, 1000 метров | Максим Петров | 2                     | 4:13,420              | 6 (Q)                 | 1         | 3:46,10   | 1 (Q)     | 3:55,513 | 5       | 5              |

### Карате
Соревнования по карате проходили в Бакинском кристальном зале. В каждой весовой категории принимали участие по 8 спортсменов, разделённых на 2 группы. Из каждой группы в полуфинал выходили по 2 спортсмена, которые по системе плей-офф разыгрывали медали Европейских игр.
| Соревнование | Спортсмены       | Групповой этап       | Групповой этап        | Групповой этап       | Место | 1/2 финала            | Финал                 | Итоговое место        |
| Соревнование | Спортсмены       | 1 поединок           | 2 поединок            | 3 поединок           | Место | 1/2 финала            | Финал                 | Итоговое место        |
| ------------ | ---------------- | -------------------- | --------------------- | -------------------- | ----- | --------------------- | --------------------- | --------------------- |
| До 50 кг     | Мария Кулинкович | Группа B             | Группа B              | Группа B             | 3     | Завершила выступление | Завершила выступление | Завершила выступление |
| До 50 кг     | Мария Кулинкович | Д. Бугур (GER) В 3:0 | А. Реккья (FRA) П 0:2 | Е. Крива (UKR) Н 0:0 | 3     | Завершила выступление | Завершила выступление | Завершила выступление |

### Триатлон
Соревнования по триатлону состояли из 3 этапов — плавание (1,5 км), велоспорт (40 км), бег (9,945 км).
Мужчины
| Соревнование | Спортсмены          | Плавание | Смена | Велоспорт | Смена | Бег   | Итоговое время | Место | Отставание |
| ------------ | ------------------- | -------- | ----- | --------- | ----- | ----- | -------------- | ----- | ---------- |
| Мужчины      | Александр Василевич | 19:32    | 0:45  | 57:39     | 0:25  | 33:25 | 1:51:46        | 21    | +3:15      |